# Monty O'Grady
Pour les articles homonymes, voir O'Grady.
Monty O'Grady est un acteur américain né le 6 mars 1916 en Californie, mort le 8 mars 2000 en Californie.

## Filmographie partielle
- 1942 : Casablanca de Michael Curtiz
- 1959 : La Mort aux trousses (North by Northwest) d'Alfred Hitchcock
- 1965 : La Mélodie du bonheur (The Sound of Music) de Robert Wise
- 1974 : Chinatown de Roman Polanski